# جورج باتيسون
جورج باتيسون هو سياسي كندي، ولد في 15 يوليو 1854، وتوفي في 10 مايو 1931. حزبياً، نشط في حزب أونتاريو المحافظ التقدمي. وقد انتخب عضو برلمان مقاطعة أونتاريو.